# 에파 릭시
에파 릭시 주니어(Eppa Rixey Jr., 1891년 5월 3일 ~ 1963년 2월 28일)는 미국의 좌완 투수로, 1912년부터 1933년까지 21 시즌 동안 메이저 리그 베이스볼(MLB)에서 필라델피아 필리스와 신시내티 레즈에서 뛰었다. 통산 266승을 거둬, 워런 스판이 1959년 기록을 깨기 전까지 내셔널 리그 좌완 최다승 투수였다.
버지니아 대학교에서 스타 투수로 이름을 알렸다. 심판 사이 리글러의 눈에 띄어 마이너 리그를 아예 거치지 않고 필리스와 계약했다. 필리스 시절에는 들쭉날쭉한 모습을 보였다. 1916년 22승을 거뒀으나 두 번 리그 최다패에 이름을 올렸다. 1915년, 필리스가 월드 시리즈에 진출하면서, 시리즈에 단 한 번 등판했으나 패전을 기록했다. 1921년 시즌 전 레즈로 트레이드 되고 나서, 1922년의 다승 1위의 25승을 포함해 세 번 이상 20승 이상 시즌을 기록했으며, 8년 연속 5할 이상의 승률을 기록했다. 1929년에 10승 13패, 4.16의 평균자책점을 기록하며 기량이 쇠퇴하는 모습을 보이기 시작했다. 이후 3년간 더 뛰고 1933년 시즌 후 은퇴했다.
비시즌 기간 동안에는 고등학교에서 라틴어를 가르치는 지식인이었던 그는 남부 특유의 느린 말투 때문에 "예프타"(Jephtha)라는 별명으로 불렸다. 1963년 미국 야구 명예의 전당에 입회했으나, 선출된지 불과 한 달 뒤에 사망했다.

## 어린 시절
에파 릭시는 1891년 5월 3일 버지니아주 쿨레퍼에서 태어났으며, 열 살이 되던 해에 은행가인 아버지를 따라 온 가족이 버지니아주 샬러츠빌로 이사했다. 그의 삼촌 존 프랭클린 릭시는 전 하원 의원이었으며, 프레슬리 매리언 릭시는 전 미국 해군 의무감이었다. 그는 버지니아 대학교에 다니며 농구와 야구를 했으며, 친교 단체 델타 타우 델타의 회원이기도 했다. 그의 형 빌도 버지니아 대학교에서 야구를 했다. 오프 시즌 기간에 야구 심판 사이 리글러는 버지니아 대학교에서 보조 코치로 일했다. 어느날 그는 릭시의 재능을 발견하고서 필라델피아 필리스와의 계약을 추진했다. 릭시는 화학자가 되는 것이 목표였기에 처음에는 그의 제안을 거절했지만, 리글러는 자신이 선수 계약을 이끌어낼 경우 받을 보조 수당까지 릭시에게 주겠다고 하며 계약을 고집했다. 집안이 재정적인 문제를 겪고 있었기에 릭시는 계약을 받아들였다. 내셔널 리그에서는 이 계약 건을 확인한 후 심판들이 선수들의 계약을 종용하거나 성사시키는 일을 금지하는 규칙을 제정했다. 그리고 릭시와 리글러 둘중 어느 누구도 계약 보조 수당을 받지 못했다.

## 야구 경력

### 필라델피아 필리스

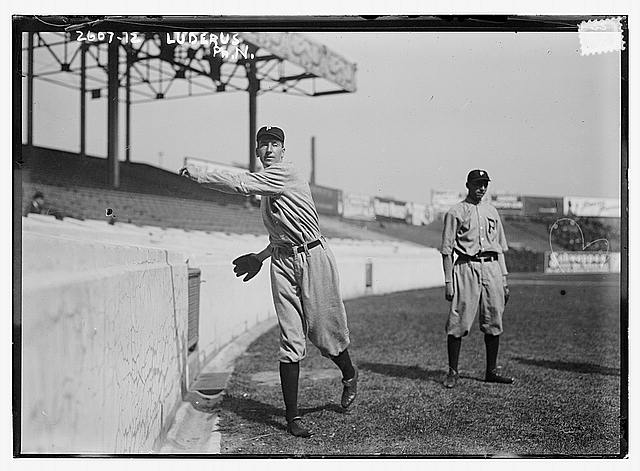
공을 던지고 있는 릭시. 그의 오른쪽 뒤에는 어스킨 메이어가 있다.

에파 릭시는 마이너 리그 베이스볼을 전혀 거치지 않고, 1912년 필리스 팀에 합류했다. 필리스에 있을 당시 그는 들쭉날쭉한 모습을 보여주었다. 첫 해 23경기에 출장해 10승 10패, 10완투에 2.50의 평균자책점(ERA)을 기록했다. 7월 8일에는 시카고 컵스를 상대로 3피안타 완봉승을 거두었다. 9월 6일에는 제프 테스로와 맞대결을 벌였는데, 테스로가 노히트 노런을 기록하면서 패전의 멍에를 안았다. 시즌 후 새로운 감독 조니 에버스 체제의 시카고 컵스는 필리스에 "거액"을 제시하며 릭시를 데려오고자 했으나, 레드 두인 감독은 거부 의사를 했다. 1913년 시즌 전 릭시는 버지니아 대학교에서 마치지 못한 공부를 마무리하고 6월에 졸업하고 마음을 필리스 구단에 말했다. 그러나 양측 사이에 몇 차례의 대화가 오간 후, 릭시는 계약서에 서명을 하면서 시즌 개막한지 얼마 안된 시점에 팀에 다시 복귀했다. 이번 시즌 그는 35경기(선발 19경기)에 등판해 9승을 거두었고, 3.12의 평균자책점을 기록했다. 1914년 시즌에는 2승 11패, 평균자책점 4.37로 기록이 급격하게 나빠졌다. 1915년 시즌에는 다시 분전하면서 11승 12패, 2.39의 평균자책점을 기록했고, 소속팀 필리스 또한 내셔널 리그 우승을 차지하며 1915년 월드 시리즈에서 보스턴 레드삭스와 맞붙게 되었다. 시리즈 5차전에서 릭시는 선발 어스킨 메이어 다음으로 마운드에 나와 6이닝을 던지며 경기를 마무리했다. 마지막 두 이닝에서 3실점하면서 팀의 5-4 패배를 막지 못했다.
1916년 시즌 22승 10패, 1.85의 평균자책점을 기록했고 커리어 최다 134탈삼진을 잡아냈다. 6월 29일에 뉴욕 자이언츠를 상대로 4피안타 완봉승을 기록하며 27명의 타자밖에 상대하지 않았는데, 세 번의 병살과 한 번의 도루자 덕분이었다. 1917년에는 2.27의 준수한 평균자책점을 기록했지만, 리그 최다 21패를 당했다. 또한 108번의 수비 기회에서 실책을 한 번도 저지르지 않았다. 그는 패전을 뒤집어쓰는 걸 매우 싫어했고, 혹여나 그런 경기가 있는 날이면 팀의 락커룸을 부수려 들거나, 경기 후 며칠 간 모습을 보이지 않았다. 1918년 시즌에는 제1차 세계대전으로 인해 미군 화학전 부서에서 복무하며 시즌을 뛰지 못했다. 다음해에 6승 12패, 3.97의 평균자책점을 기록했고, 1920년에는 22패로 또 다시 리그 최다패를 떠안았다. 1920년 시즌 전부터 필리스의 전 감독이자 당시 신시내티 레즈 감독을 맡고 있던 팻 모런이 릭시를 트레이드로 데려오고 싶어한다는 소문이 떠돌았다. 실제로 필리스 감독 개비 크라배스와 릭시의 관계는 전혀 좋지 않았고, 크라배스 또한 그를 트레이드하려는 의사가 있었다. 하지만 그해 시즌 필리스에 남은 그는 전 투수 제시 탄네힐의 도움을 투구 딜리버리에 힘을 쓰려고 노력했다. 1920년 11월 22일, 필리스의 릭시와 신시내티 레즈의 지미 링, 그리시 닐이 트레이드되었다. 8시즌 동안 필리스에서의 누적 기록은 87승 103패였다.

### 신시내티 레즈

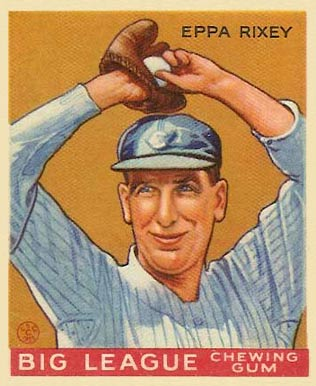
에파 릭시 1933년 카드.

신시내티 레즈에서의 첫 시즌, 그는 19승을 거두었고 301이닝을 던지며 1피홈런만을 내줘 메이저 리그 기록을 세웠다. 그리고 다음 네 시즌 중 세 시즌에서 20승 이상을 거두었고, 1922년에는 리그 1위의 25승을 기록했다. 그해 투구 이닝과 피안타 개수에서도 리그 1위를 기륵했고, 1924년에는 4완봉승으로 리그 1위를 했다. 1926년에 14승, 그리고 이후 12승, 19승, 그리고 10승씩을 거두었다. 릭시의 경기력은 1930년을 기점으로 하락하기 시작했는데, 이해에는 1919년 이후 처음으로 200이닝보다 적게 던지면서 9승 13패, 5.10의 평균자책점을 기록했다. 1931년부터 1933년까지 투구 이닝은 매해 조금씩 줄었고, 등판도 피츠버그 파이리츠를 상대로한 경기에서 주로 이루어졌다.1933년 시즌 6승 3패를 기록했는데, 레즈 투수들 중 승률이 유일하게 5할이 넘었다. 이해 레즈는 58승 94패의 기록으로 내셔널 리그 최하위에 머물렀다. 1934년 시즌 전 그는 "감독이 나에게 충분한 역할을 주지 않고 있다."라며 은퇴를 선언했다. 그는 통산 266승 251패, 3.15의 평균자책점을 기록했다. 모두 692경기에 출전해 290완투를 기록했으며, 구원으로 나섰을 때는 20승과 14세이브만을 기록했다.
신시내티의 포수였던 버블스 하그레이브는 에파 릭시에 대해 다음과 같이 평가했다.
"에파는 그냥 끝내줬다. 그는 위대한 투수이자 야수, 그리고 경쟁 상대였다. 나는 그를 내 경력 동안 접했던 모든 선수들 중 가장 뛰어났던 선수로 생각한다."
에파 릭시는 선수 시절 경기에 대하는 자세를 다음과 같이 말했다.
"이 리그의 타자들이 하려는 짓은 얼마나 멍청한가? 나는 이 일을 15년 간 해왔다. 볼카운트가 투 볼 노 스트라이크, 혹은 쓰리 원이 되었을 때 그들은 항상 속구만을 기다리며 절대 공을 치지 못한다."
– 1927년.

## 개인적인 삶
에파 릭시는 신시내티 출신의 도로시 메이어스와 결혼했으며, 두 자녀, 에파 릭시 시니어와 앤 릭시 사이크스와 다섯 명의 손자, 제임스 릭시, 에파 릭시 4세, 스티브 사이크스, 페이지 사이크스, 데이비드 사이크스를 두었다. 그는 야구에서 은퇴한 뒤 신시내티에서 장인이 운영하던 보험 회사에서 일했고, 나중에는 회사 대표가 되었다. 1963년 2월 28일 심장마비로 사망했는데, 이 때가 명예의 전당에 선출된 지 불과 한 달이 지났을 때였다. 그는 명예의 전당 선출과 입회 사이에 사망한 첫 선수가 되었다. 시신은 오하이오주 밀포드에 있는 그린론 공동묘지에 안장되었다.
릭시는 당시 야구 선수로서는 드물게 유복한 환경에서 태어나고 자라 대학 교육까지 받았다. 그는 시를 쓰곤 했으며, 대학에서 수학, 화학, 그리고 라틴어 수업을 받았다. 비시즌 기간이면 버지니아주 알렉산드리아에 있는 에피스코펄 고등학교에서 라틴어 교사로 일했다. 그는 또한 당시 선수들 중 가운데 뛰어난 골프 실력을 보여주었다고 한다. 메이저 리그 데뷔 초반 그는 선배들에게 자꾸 괴롭힘을 당하곤 했다. 나중에 다른 대학 출신 선수 조 외슈거와 스탠 바움가르트너와 힘을 합친 덕에 괴롭힘은 줄어들었다.